# Augochlorella una
Augochlorella una är en biart som beskrevs av Luci B. N. Coelho 2004. Augochlorella una ingår i släktet Augochlorella och familjen vägbin. Inga underarter finns listade.